# اكر موسى اوساعد (تاركاساي)
اكر موسى اوساعد هو دُوَّار يقع بجماعة تاركا وساي، إقليم كلميم، جهة كلميم واد نون في المملكة المغربية. ينتمي الدوّار لمشيخة تاركاساي التي تضم 8 دواوير. يقدر عدد سكانه بـ 67 نسمة حسب الإحصاء الرسمي للسكان والسكنى لسنة 2004.

## روابط خارجية
- البوابة الوطنية للجماعات الترابية
- المندوبية السامية للتخطيط